# Kog
Kog je naselje v Občini Ormož.

## Opis
Kog je razloženo in vinogradniško naselje, ki se razteza na dveh slemenih na nadmorski višini med 230 m in 325 m. Na vzhodnem slemenu poteka cesta proti Gomili, ki se tam  priključi  cesti Ljutomer-Ormož. Naselje se deli v Mali in Veliki Kog. Med slemenoma leži naselje Gruškovje. Kog meji na vzhodu na potok Šantavec in mejo s Hrvaško, na jugu na Lačaves, na zahodu na Vuzmetince in na severu na Gomilo.
Kog leži na plodnih in ilovnatih tleh. Vinogradi rastejo na zahodni in vzhodni strani, v dolini je nekaj njiv in sadovnjakov, delno raste tudi mešan gozd gabra, bukve in nekaj hrasta.
V naselju je kulturni dom z dvorano, gasilski dom in krajevne organizacije.
V območju Koga so našli več kamnitih sekir in rimske novce.

## Cerkev svetega Bolfenka
Cerkev svetega Bolfenka je bila zgrajena leta 1688 na mestu starejše kapele iz leta 1607. Pobudo za gradnjo je dal Matija Mihael Sager, župnik pri Sv. Miklavžu, s prostovoljnim delom in prispevki okoliških ljudi pa so jo dokončali . Cerkev so med letoma 1750 (prizidali so dve stranski kapeli) in 1811 povečali prezbiterij in prezidali, leta 1929 pa obnovili. Duhovnika so dobili šele leta 1788, prvega pravega župnika pa sto let kasneje. Med drugo svetovno vojno je bila delno porušena. Do leta 1958 so jo obnavljali. Nekaj baročne opreme hranijo v župnišču. Velika dragocenost za ljudi je kip svetega Antona puščavnika. Župnija obstaja od leta 1785. 
V vasi stoji tudi kopija stare kapele. V njej so trije kipi: zvezani Kristus iz leta 1662, Križani iz konca 18. stoletja in sveti Urban iz leta 1886.